# 夫余

夫余

夫余（ふよ、拼音: Fúyú、朝鮮語: 부여、正字体：夫餘）は、現在の中国東北部（満洲）にかつて存在した民族およびその国家。扶余（扶餘）とも表記される。

4世紀頃の東夷諸国と夫余の位置。

## 歴史

### 建国以前
夫余が建国する以前のこの地には濊（わい）族が住んでいたと思われ、松花江上流の弱水（奄利大水、現拉林河）を渡河南進して夫余を建国する以前の慶華古城（「濊城」、周囲約800m、前漢初期には存在、現在の黒龍江省ハルビン市賓県）も発見されている。
蒼海郡の設置と廃止
元朔元年（紀元前128年）秋、匈奴が遼西郡に侵入してその太守を殺害し、漁陽郡・雁門郡にも侵入して都尉を破り、3千人余りも殺害した。これに対し、漢は将軍の衛青を雁門郡から、将軍の李息を代郡から派遣し、千人分の捕虜と首級を得た。この一件に際して東夷の薉（わい、濊）の君主の南閭（なんりょ）ら28万人が漢に降ったため、そこに蒼海郡を設置した。元朔3年（紀元前126年）春、蒼海郡を廃止した。

### 建国神話
『論衡』吉験篇に次のような記述がある。「昔、北夷に橐離国があった。国王が侍女を妊娠させてしまったので、殺そうとした。侍女は「以前、空にあった鶏の卵のような霊気が私に降りてきて、身ごもりました」と言い、王は騙された。その後、彼女は男子を生んだ。王が命じて豚小屋の中に放置させたが、豚が息を吹き掛けたので死ななかった。次に馬小屋に移させると、馬もまた息を吹き掛けた。それを王は神の仕業だと考え、母に引き取って養わせ、東明と名づけた。東明は長ずると、馬に乗り弓を射ること巧みで、凶暴だったため、王は東明が自分の国を奪うのを恐れ、再び殺そうとした。東明は国を逃れ、南へ走り施掩水にやって来て、弓で川の水面を撃つと、魚や鼈が浮かび上がり、乗ることが出来た。そうして東明は夫余の地に至り、王となった」という記述がある。
また『魏書』や『三国史記』には、高句麗の始祖朱蒙も夫余の出身であり、衆を率いて夫余から東南に向かって逃れ、建国した話が載っている。
『三国史記』や『三国遺事』には、解夫婁が治めていたがのちに太陽神の解慕漱が天降ってきたので解夫婁は東に退去して別の国（東夫余）を建てたという。
神話には、後に偉大な事蹟を残す人物が卵から生まれるという南方系神話に共通の卵生神話と、生まれの不遇をもった貴人が動物の助けを得て乗り越えるという貴種流離譚の共通の要素が見られる。

### 漢代
始建国元年（9年）秋、王莽が新を建てると異民族に対する蔑視政策を執ったため、周辺諸国は離反し、夫余も離反した。
建武年間（25年 - 56年）、東夷諸国が後漢に来朝し、中国に方物を献上するようになった。建武25年（49年）10月、夫余王が遣使を送って朝貢したので、光武帝はこれを厚くもてなした。
安帝の永初5年（111年）3月、夫余王は歩騎7～8千人を率いて玄菟郡を寇抄し吏民を殺傷したが、間もなく再び帰附した。
永寧元年（120年）、夫余王は嫡子の尉仇台を遣わして印闕貢献してきたので、安帝は尉仇台に印綬金綵を賜った。翌121年（建光元年）、高句麗が1万の兵を率いて漢の玄菟城を囲むと、夫余王は嫡子の尉仇台に2万の兵を率いさせて援軍に遣り、高句麗軍を壊滅させた。翌122年（延光元年）、また高句麗が馬韓・濊貊と共に遼東へ侵攻したので、兵を派遣して打ち破り救った。
順帝の永和元年（136年）、夫余王は京師（洛陽）に来朝した。
桓帝の延熹4年（161年）、夫余の遣使が朝賀貢献。永康元年（167年）、夫余王の夫台は2万余人を率いて玄菟郡を侵略したが、玄菟太守の公孫琙によって撃破され、千余名が斬首された。
霊帝の熹平3年（174年）、夫余は再び冊封国として貢ぎ物を献じた。
夫余はもともと玄菟郡に属していたが、献帝（在位：189年 - 220年）の時代に夫余王の尉仇台が遼東郡に属したいと申し出たため、遼東郡に属した。この時期は玄菟郡にしろ遼東郡にしろ公孫氏の支配下になっており、東夷諸国は公孫氏に附属した。時に高句麗と鮮卑が強盛だったので、公孫度はその二虜の間に在る夫余と同盟を組み、公孫氏の宗女（公孫度の娘とも妹ともいう）をもって尉仇台の妃とした。

### 三国時代
魏の黄初元年（220年）、夫余が魏に朝貢した際、その君主は「夫余単于」と呼ばれた。
尉仇台が死ぬと、簡位居が立った。簡位居には適子がいなかったが、孽子の麻余という者がいた。位居が死ぬと、諸加（諸大臣）は共に麻余を立てた。牛加（ぎゅうか：官名）の兄の子である位居は大使（たいし：官名）となり、善政をしいたため、国人はこれに附き、年々中国に遣使を送って朝貢した。
正始年間（240年 - 249年）、幽州刺史の毌丘倹は高句麗を討伐し、玄菟太守の王頎を夫余に遣わした。大使の位居は大加（たいか：官名）を遣わして王頎らを郊外で出迎えさせるとともに、軍糧を供えた。時に、季父（おじ）の牛加に二心があったため、位居は季父父子を殺して財産を没収して帳簿に記録し、使者を派遣してその帳簿を官に送った。麻余が死ぬと、まだ6歳である子の依慮が立って王になった。
夫余王の王印には「濊王之印」と刻まれており、国内には「濊城という名の故城」があることから、もともとは濊族の地であったことがわかる。

### 西晋時代
武帝（在位：265年 - 290年）の時代、夫余国は頻繁に西晋へ朝貢した。太康6年（285年）、鮮卑慕容部の慕容廆に襲撃され、王の依慮が自殺、子弟は沃沮に亡命した。そこで武帝は夫余を救援する詔を出したが、護東夷校尉の鮮于嬰が従わなかったため、彼を罷免して何龕をこれに代えた。明年（286年）、夫余後王の依羅が遣使を送って何龕に救援を求めてきたので、何龕は督郵の賈沈を遣わして兵を送り、現在の遼寧省鉄嶺市開原市に夫余国を再建させた。賈沈は慕容廆と戦い、これを大敗させると、夫余の地から慕容部を追い出すことに成功し、依羅を復国させることができた。

### 東晋時代
初め夫余は鹿山に住んでいたが、百済の侵入に遭って部落が衰え散ったので、西の前燕の近くに移住した。東晋の永和2年（346年）正月、前燕の慕容皝は嫡男の慕容儁と慕容恪ら7千騎に夫余を襲撃させた。夫余王の玄王と部落5万人余りが捕虜として連行されたが、夫余王の玄王は鎮軍将軍を拝命し、慕容皝の娘を娶ることができた。

### 滅亡
夫余国は北魏の時代まで存在し、太和18年（494年）に勿吉に滅ぼされた。
夫余族の苗裔（北夫余）は豆莫婁国と称して唐代まで続いた。

## 地理
夫余は長城の北にあり、玄菟から千余里はなれている。南は高句麗、東は挹婁、西は鮮卑と接している。北には弱水がある。国の広さは2千里四方ある。
戸数は8万戸あり、人々は定住生活をしている。城郭や宮室・倉庫・牢獄があり、山や丘や広い沢が多く、東夷地域では最も広い平坦な所である（トンペイ平原）。土地は五穀を育てるのに適しているが、五果はできない。
考古学上は、夫余は吉林省第二松花江流域を中心として展開した西団山文化に続く泡子沿類型に相当すると考えられている。泡子沿類型に先行する西団山文化の範囲は吉林省吉林・長春・四平の各地区及び遼寧省撫順地区とされている。境界としては凡そ北は拉林河、東は咸虎嶺、南は揮発河、西は遼河で囲まれる範囲であり、北西では松嫩平原には達しないとされている。

## 習俗

### 衣食住
国内では白の衣服を尊重し、白布の大きな袂の袍や袴を着て革鞜を履く。国外に出るときは、絹織物・繍・錦織・毛織物などを身につけ金銀で飾る。大人は、その上に狐・狸・狖（黒猿）・白貂・黒貂などの皮をまとい、金銀で帽子を飾っている。
食飲は俎豆（そとう：食器、作法）を用い、宴会で酒杯を受けたり酒杯を返すときも、その立ち居振舞いは謙虚である。
陰暦の正月には、天を祭り、国中で大会を開き、連日飲食して歌舞する。この祭を「迎鼓」という。この時には刑罰を行なわず、囚人を解放する。
ただし、髪形の風習は述べられていない。

### 政治体制
国には統一的な君王がいる。古い夫余の風俗において、天候が不順で五穀の生育が順調でない時にはその責任を王のせいにし、あるいは王を替えるべきだと言い、あるいは王を殺すべきだとした。
官職の名称はすべて六畜の名でよんでおり、馬加・牛加・豬加・狗加の諸加があり、諸加はそれぞれ四出道を守り、勢力の大きな者は数千家、勢力の小さな者は数百家を支配していた。
諸加の下には大使・大使者・使者の諸使がある。邑落には豪民と呼ばれる奴隷を持った豪農、下戸と呼ばれる隷属農民や奴隷・奴僕と呼ばれる奴隷がいる。

### 産業
夫余の生業は主に農業であり遺跡では早い時代の層からも大量の鉄製農具が見つかるなど、農業技術や器具は同時代の東夷の中で最も発達していた。また、金銀を豊富に産出する土地であり、金属を糸状に加工して飾り付けるなど、金銀の加工に関しては非常に高い水準だったとされる。紡績に関しても養蚕が営まれ絹や繍・綵など様々な種類の絹織物が作られたほか、麻織物や毛織物が作られ東夷の中で最も発達していたとされる。
また牲の牛を多く養い、名馬と赤玉・貂・狖・美珠を産出し、珠の大きなものは酸棗（やまなつめ）ほどもある。『魏略』には、国は賑わい富んでいるとあり、その頃が最盛期だったとみられる。

### 武器
弓矢・刀・矛を兵器としている。家々には自分たちの鎧や刀剣類を所蔵している。

### 刑罰
刑罰は厳しく、人を殺せば死刑となり、その家族は奴婢にされる。盗みは盗んだ物の12倍を償わせる。男女が私通したり、婦人が妬んだりすれば、すべて死刑にされる。妬みによる罪をもっとも憎んでおり、その罪により死刑にされると、死骸は国の南の山上にさらされ、腐爛するまで放置される。死骸が腐爛したのち、その婦人の家人がその死骸を引き取りたいと望んで牛馬を連れていけば、死骸を与える。

### 婚姻
兄が死んだ場合、兄嫁を弟が妻とする。これは匈奴と同じ習俗（レビラト婚）である。

### 葬祭
有力者が死ぬと、夏期であればみな氷を用い、人を殺して殉葬する。多い時には殉葬者が数百人に達する。死者を厚葬し、遺体を納める棺（ひつぎ）があるが槨（かく）はない。また、喪に停すること5月、久しきを以って栄とする。その亡くなった者を祭るのに「生」と「熟」がある。喪主は速やかなるを欲せずして他人がこれを強制し、常に諍引してこれを節とする。男女は皆純白の喪服を着用し、婦人は布面衣（布製のベール）を着用し、環珮（腰に付ける環状の玉）を去らす。これらのことは大体中国と似ている。

### その他の風俗
人々は体格が非常に大きく、性格は勇敢で、謹み深く親切であり、あまり他国へは侵略しない。
通訳が言葉を伝える時、みな跪いて両手を地につけ、小声で話をする。
戦争を始めるときは天を祭り、牛を殺してその蹄を見て開戦の吉凶を占う。蹄が開いていれば「凶」、蹄が合わさっていれば「吉」である。戦争になれば、諸加はすすんで戦う。下戸は食糧を担いで諸加に従い、諸加は下戸の荷う食糧を飲食する。

## 言語系統
中国の史書によると、夫余の言語は高句麗と同じとされ、沃沮と濊もほぼ同じとされる。一方、東の挹婁は独特の言語を使っていたとされ、夫余の言語と異なると記される。

## 歴代君主
夫余王国
- 夫台
- 尉仇台
- 簡位居…尉仇台の次
- 麻余…簡位居の次
- 依慮

夫余後王国
1. 依羅王（285年 - ？）…依慮の次
2. 玄王 （? - 346年）
3. 蔚王
4. 孱王

## 日本との関係
扶余系騎馬民族が、弁韓から日本列島に入り、大和朝廷の前身になったとする仮説を江上波夫が提唱した。

## 諸説
川崎真治は自著で、「混成民族、夫余説」を唱えた。夫余では馬、牛、猪、狗をそれぞれトーテムとする民族が混住しており、馬トーテム族は北方騎馬民族のアルタイ人であり、牛トーテム族はシュメール人の子孫、狗トーテム族は印欧語系アーリア人で、猪トーテム族は原シナ人（漢民族）であったという。